# 三重県道54号鈴鹿環状線
三重県道54号鈴鹿環状線（みえけんどう54ごう すずかかんじょうせん）は、三重県鈴鹿市を通る主要地方道（三重県道）である。

## 概要
鈴鹿市の中心部である神戸を起点とし、市内西端を回って同市の東南端にある磯山を終点とする「逆コの字」型を描く。
特に鈴鹿市の中心部を東西に貫く、神戸から国道1号線手前の汲川原（くみがわら）橋までの区間は、市内で「中央道路」または「鈴鹿中央通り」（通称）などと呼ばれる。この区間は旧海軍工廠からの輸送道路として生まれ、その後拡幅され現在のような道路形態を保っている。片側2車線で、鈴鹿市の中心的道路ともなっている。
現在、国道23号（磯山四交差点）から中勢バイパス（徳田町北交差点）までの約3.5キロを鈴鹿環状線磯山バイパスとして道路整備事業を行っている。先行して国道23号から三重県道645号上野鈴鹿線交点（JA鈴鹿南部ライスセンター付近）まで約1.8キロの区間が開通している。

### 路線データ
- 総延長：22,082.1m[3]
- 起点：鈴鹿市神戸（裁判所前交差点、三重県道8号四日市鈴鹿環状線交点）
- 終点：鈴鹿市磯山（磯山四交差点、国道23号交点）

## 歴史
神戸-国府間は三重県道101号鈴鹿亀山線の一部、国府-徳居間は三重県道644号徳居国府線の一部、徳居-磯山間は三重県道646号三宅磯山停車場線の一部であった。101号・644号・646号は現在廃止されている。
- 1993年（平成5年）5月11日 - 建設省から、県道鈴鹿亀山線の一部・県道徳居国府線が鈴鹿環状線として主要地方道に指定される[5]。

## 路線状況

### 別名
- 中央道路（鈴鹿市）
- 鈴鹿中央通り（鈴鹿市）

### 重複区間
- 三重県道643号三行庄野線（鈴鹿市平田新町・平田町駅前交差点 - 鈴鹿市庄野共進1丁目・共進一交差点）
- 三重県道643号三行庄野線（鈴鹿市御薗町 地内）
- 三重県道645号上野鈴鹿線（鈴鹿市五祝町 地内）

## 地理

### 通過する自治体
- 鈴鹿市

### 交差する道路
- 三重県道8号四日市鈴鹿環状線（起点）
- 三重県道643号三行庄野線（鈴鹿市平田新町）
- 三重県道641号平野亀山線（鈴鹿市平野町）
- 三重県道41号亀山鈴鹿線（鈴鹿市国府町）
- 三重県道144号鈴鹿関線（鈴鹿市八野町）【北緯34度50分32.6秒 東経136度29分31.7秒 / 北緯34.842389度 東経136.492139度】
- 三重県道643号三行庄野線（鈴鹿市御薗町）
- 国道23号中勢バイパス（鈴鹿市御薗町）
- 三重県道645号上野鈴鹿線（鈴鹿市五祝町）
- 国道23号（終点）

### 沿線にある施設など
- 近鉄名古屋線 磯山駅
- 近鉄鈴鹿線 平田町駅
- 伊勢鉄道伊勢線 徳田駅
- 鈴鹿簡易裁判所
- 鈴鹿商工会議所
- 鈴鹿市立図書館
- 旭化成 鈴鹿事業場
- イオンモール鈴鹿
- イオンタウン鈴鹿